# Лазар Лопичић
Лазар Лопичић (Горњи Цеклин, код Цетиња, 3. септембар 1922 — Београд, 22. март 1978) био је учесник Народноослободилачке борбе, потпуковник ЈНА и народни херој Југославије.

## Биографија
Рођен је 3. септембра 1922. године у Горњем Цеклину, код Цетиња. Основну школу је завршио у родном селу, нижу гимназију на Цетињу, а Средњу пољопривредну школу у Зајечару. До почетка Другог светског рата живео је у свом родном месту.
После Априлског рата, 1941. године прикључио се Народноослободилачком покрету (НОП) и активно учествовао у припремама оружаног устанка. Радио је на прикупљању и сакривању оружја и муниције, у свом селу и околини. Непосредно пред почетак оружаног устанка, јула 1941. године, примљен је у чланство Комунистичке партије Југославије (КПЈ).
Учесник је Тринаестојулског устанка у Црној Гори. Учествовао је и у једној од првих већих борби на Кошћелама, код Ријеке Црнојевића, када је 15. јула уништен комплетан италијански моторизовани батаљон. Касније се борио у саставу Ловћенског батаљона, па у батаљону „13. јули“. Јуна 1942. године је ступио у Први батаљон тада формиране Четврте пролетерске црногорске ударне бригаде.
У партизане је отишао као обичан борац, али је касније због исказане храбрости постао бомбаш и пушкомитраљезац. Био је и на дужностима десетара, водника, заменика командира и командира чете. Био је изузетно храбар борац и истакао се у многим борбама које је водила његова бригада — на Купресу, Ливну, Коњицу, Сињајевини, Сутјесци, код Колашина, Берана, Лијеве Реке, Андријевице и др. Због свог истицања у борбама, био је често рањаван.
За време битке за Коњиц, фебруара 1943. године, најпре је као бомбаш уништио једну немачку посаду у касарни повише Коњица, а током борби у самом граду, са прозора једне двоспратне зграде, својим митраљезом је бранио прилаз раскрсници три улице. Да би онеспособили Лазара, Немци су тенковима гађали зграду у којој се налазио. Када су били убеђени да су га убили, посада једног тенка је отворила куполу и изашла, па их је Лазар тада ликвидирао. Потом је тешко оштећену зграду гађао један немачки авион. Зграда је тада срушена, а Лазар је неким чудом преживео, иако тешко рањен. Група бораца је тада успела да га извуче из рушевина зграде.
На путу за Гацко, праћени снежном мећавом, партизани су наишли на полузалеђену и дубоку реку. Моста није било, а морало се напред. Лазар је тада, иако рањен, први одлучио да пређе преко реке, па су његов пример следили и остали борци. Његова храброст поново долази до изражаја током веома тешких борби за време Пете непријатељске офанзиве. Тада током борби на Сињајевини, када му је погинуо командир чете и ратни друг, он са бомбама у рукама трипут јуриша на непријатеља, да би успео да дође до мртвог друга, са кога је скинуо ознаке и спасао његов ратни дневник.
У јесен 1943. године, током борби код Лијеве Реке, штитио је одступницу својој бригади. Немачки гелер га је тада ранио у ногу, а плашећи се за живот болничарке, забранио јој је да му прилази и сам је успео да се извуче до безбедног места, где му је указана прва помоћ. Свој последњи ратни подвиг извео је јула 1944. године, у близини села Мурино, код Плава. Тада се у току ноћи заједно са борцима своје чете привукао немачким положајима и изненадивши непријатеља потом повео је чету на јуриш. Немци су се жестоко бранили, али су на крају били поражени. Још у току борбе, борци су приметили да нема Лазара, који их је и повео на јуриш. Тек када је завршена борба, успели су да га пронађу тешко рањеног, без свести и са обе поломљене ноге. Наредних дана са беранског аеродрома, био је пребачен са групом тешких рањеника на лечење у Груму, у Италији.
После ослобођења Југославије, извесно време се налазио у служби, најпре у Корпусу народне одбране Југославије (КНОЈ), а потом у Гардијској бригади. Због лошег здравственог стања, услед вишеструких рањавања, био је пензионисан. Имао је чин потпуковника Југословенске народне армије (ЈНА).
Умро је 22. марта 1978. у Београду и сахрањен је у Алеји народних хероја на Новом гробљу у Београду.
Носилац је Партизанске споменице 1941. и других југословенских одликовања. Орденом народног хероја одликован је, међу првим борцима НОВ и ПОЈ, 13. марта 1945. године Указом Председништва АВНОЈ-а.